# Psathyrelle conique
Psathyrella conopilus
Espèce
La psathyrelle conique (Psathyrella conopilus) est un champignon agaricomycète du genre Psathyrella et de la famille des Psathyrellaceae.